# Орловский государственный технический университет
Орловский государственный технический университет (ОрёлГТУ) — университет в городе Орле, существовавший как отдельное учебное заведение в 1954—2016 годах и носивший разные названия. В 2016 году присоединён к ОГУ имени И. С. Тургенева.

## История
В 1954 году в Орле создан Учебно-консультационный пункт Всесоюзного заочного машиностроительного института.
В 1960 году пункт переименован в Общетехнический факультет ВЗМИ.
В 1964 году факультет переименован в Орловский филиал ВЗМИ.
В 1988 году филиал переименован в Орловский филиал Московского института приборостроения.
В 1993 году филиал переименован в Орловский государственный политехнический институт (ОрёлГПИ).
В 1995 году институт переименован в Орловский государственный технический университет (ОрёлГТУ).
В 2010 году переименован в Государственный университет — учебно-научно-производственный комплекс (ГУ-УНПК).
В 2015 года переименован в Приокский государственный университет (ПГУ).
С 2016 года присоединён к ОГУ имени И. С. Тургенева.

## Руководство
- М. Г. Чабана
- О. А. Горлов
- В. А. Голенков